# 執政官級星际无畏舰
楔型，無明顯指揮塔，隸屬銀河帝國海軍，通常作為旗艦，它們是銀河系中最大的星艦之一，造價高，但幾乎無敵，是電影"星際大戰"中無畏級滅星者的首艘，是超級滅星者的代表，通常單獨的「Super Star Destoryer (SSD)」一詞就是指執政官級滅星者。 出現於電影星際大戰正傳三部曲--帝國大反擊、武士歸來、遊戲《星際大戰帝國戰爭:墮落之軍》中。執政官號在恩多戰役時遭反抗軍A翼戰機撞擊艦橋而失去控制，撞毀於死星二號上；其他同級艦在恩多戰役後五年內大多被摧毀。